# Clastoneuriopsis meralis
Clastoneuriopsis meralis là một loài ruồi trong họ Tachinidae.